# Барни Калхаун
Ба́рни Калха́ун (англ. Barney Calhoun) — персонаж серии научно-фантастических компьютерных игр Half-Life, основным разработчиком которых является компания Valve.
Изначально, персонаж Барни Калхаун предстаёт как один из охранников вымышленного научно-исследовательского комплекса «Чёрная Меза» — места действия оригинальной игры Half-Life 1998 года, события которой имеют ключевую роль в сюжете всей серии. Барни является главным героем официального дополнения Half-Life: Blue Shift, которое показывает события Half-Life с точки зрения простого охранника. В сиквелах оригинальной игры, Half-Life 2 и Half-Life 2: Episode One, Барни Калхаун имеет существенную роль в качестве неигрового персонажа: он входит в состав организации Сопротивления, которая противостоит вторгнувшейся на Землю инопланетной империи, Альянсу. Барни приходится старым другом главному герою серии Half-Life — учёному Гордону Фримену, его коллеге по Чёрной Мезе.
Образ Барни развился из одноимённого класса неигровых персонажей оригинальной игры Half-Life — многочисленных охранников Чёрной Мезы, которых игрок мог использовать в качестве своих союзников. Компания Gearbox Software, разработавшая все дополнения для игры Half-Life, решила сделать охранника протагонистом в дополнении Half-Life: Blue Shift 2001 года, придумав, таким образом, персонажа Барни Калхауна. В дальнейшем, разработчик основных игр серии, компания Valve, сделала Калхауна одним из неигровых персонажей в Half-Life 2. По словам Valve, Барни является знаковым героем, который вносит в серию Half-Life толику чёрного юмора, начиная с самой первой игры.

## Создание и развитие образа

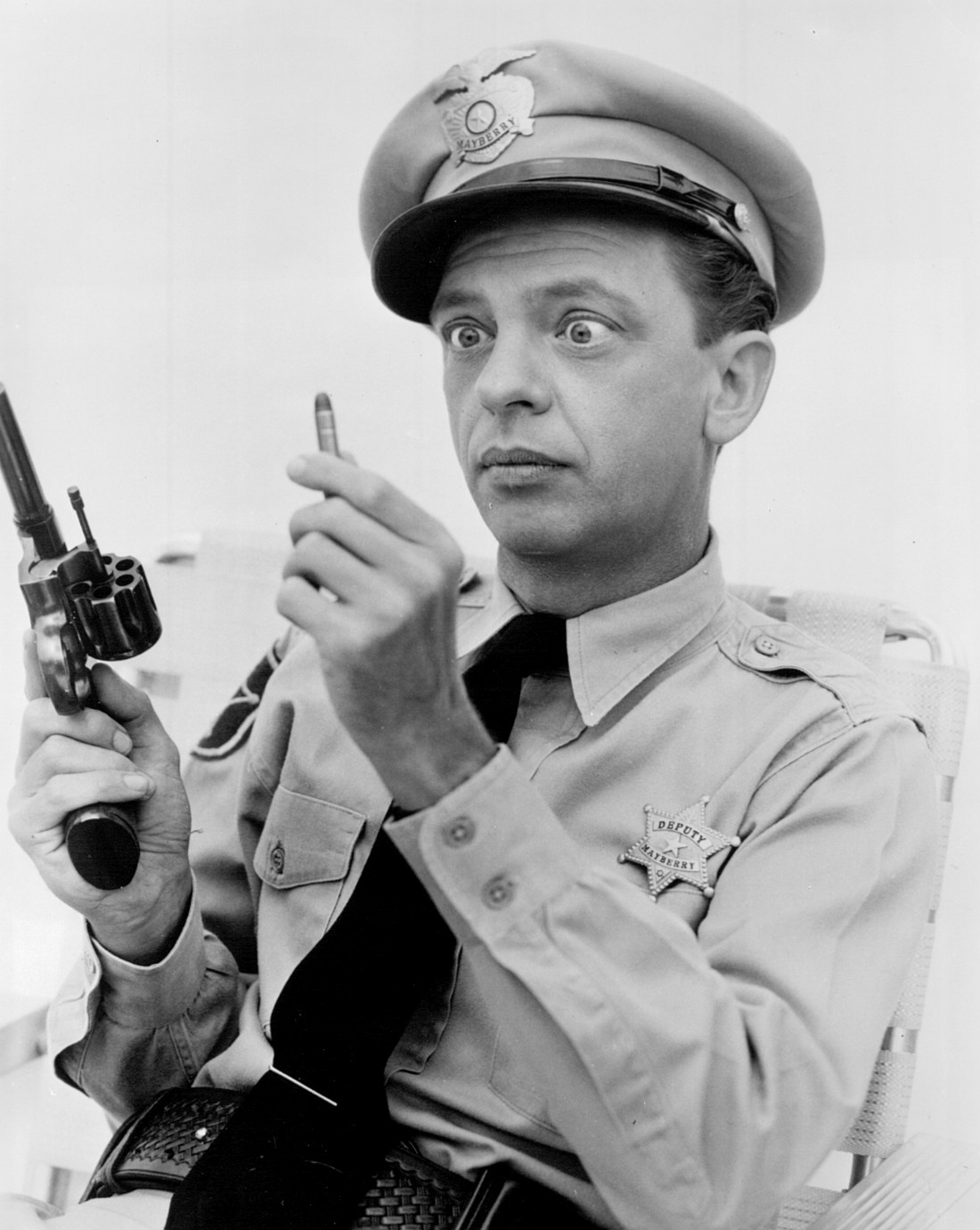
Имя комедийного персонажа Барни Файфа из «Шоу Энди Гриффита» в исполнении Дона Ноттса стал основой для названия класса персонажей «Барни» в игре, имевших с ним визуальное сходство

В оригинальной игре Half-Life, разработанной Valve Software, «Барни» используется как наименование целого класса неигровых персонажей — охранников научно-исследовательского комплекса «Чёрная Меза». Это никогда не называющееся в игре имя также является названием модели охранника («monster_barney»). Само имя родилось в альфа-версии игры, когда более ранняя модель охранника очень походила на комедийного актёра Дона Ноттса. Вдохновлённые его персонажем, помощником шерифа по имени Барни Файф из «Шоу Энди Гриффита», создатели окрестили охранников как «Барни». Изначально охранники задумывались не как часть персонала Чёрной Мезы, а как члены правительственных войск вместе со спецназом HECU, и являлись врагами игрока. Решив провести тестирование игрового ИИ в командном поведении врагов, разработчик Стив Бонд ради эксперимента сделал игрока лидером команды и заставил охранника следовать за ним. Тестерам игры настолько понравилось, как этот персонаж ведёт себя в битве, сражаясь на стороне игрока, что компания Valve решила сделать его настоящим союзником, ради чего не пожалела переписать множество сюжетных элементов Half-Life.
Компания Gearbox Software, разрабатывая официальное дополнение Half-Life: Blue Shift, поспособствовала дальнейшему развитию отдельно взятого охранника как персонажа, сделав Барни главным действующим лицом дополнения. «В Half-Life для всех охранников Барни был своего рода обобщающим персонажем, который использовался на протяжении всей игры. Он часто был полезен, но столь же часто приносил себя в жертву во имя главного героя оригинальной игры, Гордона». Создав Барни Калхауна, Gearbox позволила игроку самому решать, как он будет помогать другому персоналу Чёрной Мезы пережить вторжение пришельцев и зачистку военными. Фамилию для Барни придумал сценарист серии Half-Life Марк Лэйдлоу (Valve), позаимствовав её у персонажа Колхуна (англ. Colqhoun) из фильма «Людоед» и придав ей более простое написание (англ. Calhoun). В Blue Shift персонажа всегда зовут только по фамилии, а во вступительных титрах игры пишется «Субъект: Б. Калхаун»; полное же имя персонажа упоминается только в официальном руководстве к игре. По словам Лэйдлоу, это было решением разработчика Gearbox Software: «В Gearbox взяли нашего Барни и сделали свою наилучшую версию, но я не уверен, что этот Барни — тот же самый Барни, которого я представляю, когда представляю Барни от Valve. Когда был создан Blue Shift, Барни было множество. Лишь со временем рядовые существа и персонажи постепенно обретают индивидуальность… это перманентный процесс. В Gearbox сделали то, что было правильным для их игр».
Впоследствии, компания Valve сделала Барни Калхауна одним из основных неигровых персонажей Half-Life 2, сиквела оригинальной Half-Life. По аналогии с Half-Life: Blue Shift, в Half-Life 2 Барни называют только по имени, даже сам персонаж представляется игроку как «Барни из Чёрной Мезы». Фамилия Калхауна значится только в финальных титрах и официальном руководстве к игре. Позже сценарист Марк Лэйдлоу подтвердил, что это действительно Барни Калхаун из игры Half-Life: Blue Shift. «Вопрос личности Барни в Half-Life и Blue Shift более размытый, поскольку там он представляет собой переход из многочисленной армии клонов „Барни“… каким-то образом он обрёл там индивидуальность. Я стараюсь не сильно задумываться над этим. У него нет фамилии в Half-Life, он не нуждался в ней и после». Как и в случае со всеми персонажами Half-Life 2, лицо Барни было смоделировано с лица реального человека — Скотта Линча, главного операционного директора компании Valve. Озвучиванием Барни во всех играх занимался актёр Майкл Шапиро, также озвучивший несколько других персонажей серии Half-Life, включая G-Man’а. «Озвучивать Барни очень весело, и он мне симпатичен».

## Появления и роль в играх

### Half-Life
Действие игры Half-Life происходит в вымышленном научно-исследовательском комплексе «Чёрная Меза», где есть свой личный состав службы безопасности. Все охранники комплекса, присутствующие в игре, имеют одинаковую модель (внешность) и озвучивание, и имя конкретного персонажа Барни Калхауна среди них не упоминается. Однако с выходом дополнения Half-Life: Blue Shift в сюжетном каноне было установлено, что Барни Калхаун — это охранник, встречаемый в самом начале Half-Life. Игрок в роли Гордона Фримена проезжает на монорельсовом поезде Чёрной Мезы мимо Барни, который стоит на маленьком перроне в тоннеле и стучит в заклинившую дверь.

### Half-Life: Blue Shift
События игры Half-Life: Blue Shift, где Барни Калхаун является игровым персонажем, начинаются почти одновременно с событиями оригинальной Half-Life. Охранник Барни также прибывает в Чёрную Мезу на монорельсовом поезде и выходит на том перроне, где его можно видеть в Half-Life (соответственно, игрок в роли Барни видит проезжающего мимо Гордона Фримена). Дверь, через которую он не может попасть на свой пост в Секторе C, приходится открывать его сослуживцу с другой стороны. В этот день у значительной доли оборудования Чёрной Мезы возникали технические неполадки, и охранника Барни, только что принявшего дежурство, посылают в соседний Сектор G для починки отказавшего лифта. Одновременно в исследовательском комплексе происходит инцидент, названный каскадным резонансом: в результате неудачного эксперимента образуется пространственный разлом, через который в Чёрную Мезу проникают существа из иного мира Зен. Лифт с Барни Калхауном и ещё двумя пассажирами падает, и герой теряет сознание. Очнувшись, он обнаруживает исследовательский комплекс в аварийном состоянии, заполненный враждебными и агрессивными пришельцами. Паникующий персонал всеми силами пытается спастись, а прибывшие в Чёрную Мезу солдаты спецподразделения HECU принимаются ликвидировать как пришельцев, так и свидетелей инцидента.
В конце дополнения Half-Life: Decay его главные героини, Джина Кросс и Колетт Грин, временно оказываются в гармоническом рефлюксе — как и Барни в конце Half-Life: Blue Shift. В полной тьме они слышат голос доктора Розенберга и видят силуэт Барни Калхауна, прыгающего в портал из Зена.
Калхаун с боем выбирается из подземных секторов Чёрной Мезы на поверхность. По пути ему встречаются несколько учёных, по наставлению которых Барни находит и освобождает пленённого солдатами HECU доктора Розенберга. Охранник и учёный решают действовать сообща, чтобы спастись из Чёрной Мезы. Розенберг приводит Калхауна в заброшенные лаборатории, где находится старый прототип телепорта — с его помощью учёный и двое его коллег планируют телепортироваться за пределы исследовательского комплекса. Поскольку мир Зен является связующим звеном в процессе телепортации, Барни приходится для начала перенестись туда, чтобы перезапустить устройство, устанавливающее нужные координаты конечной точки телепортации на Земле. Под огнём ворвавшихся в лабораторию солдат HECU, Барни вслед за учёными прыгает в портал к южному входу Чёрной Мезы. В процессе телепортации с Барни происходит нечто странное: Барни начинает перемещаться по всему комплексу, но в конце концов благополучно возвращается к учёным. Розенберг полагает, что Барни на время оказался в гармоническом рефлюксе. Все вместе они покидают исследовательский комплекс на автомобиле.

### Half-Life 2

Барни Калхаун в Half-Life 2

Неизвестно, что приключилось с Барни и его попутчиками после событий Half-Life: Blue Shift. В игре Half-Life 2 действие разворачивается спустя около двух десятилетий. Человечество находится под гнётом инопланетной империи Альянса, захватившей Землю после событий Half-Life. Барни Калхаун, как и ряд других бывших работников Чёрной Мезы, является участником Сопротивления — мятежной организации, которая намерена освободить мир от захватчиков. Барни работает под прикрытием в рядах гражданской обороны Альянса, которая обеспечивает жёсткий контроль над людьми в Сити 17 — главном земном городе захватчиков. Положение Барни даёт ему доступ к терминалам и камерам наблюдения гражданской обороны. Он также следит за безопасностью доктора Айзека Кляйнера и его тайной лаборатории. Можно сказать, Барни по-прежнему выполняет функции охранника.
Барни появляется в самом начале Half-Life 2, на железнодорожном вокзале: бывший охранник Чёрной Мезы узнаёт на камерах наблюдения своего старого друга и коллегу Гордона Фримена, когда тот едва не садится на поезд до тюрьмы Альянса. Одетый как патрульный гражданской обороны, Барни якобы для допросов отводит Гордона в отдельную комнату, где отключает камеры, в открытую приветствует его и говорит «Я должен тебе пиво». Затем он связывается с доктором Кляйнером и направляет Фримена в его лабораторию. Сам Калхаун не может идти с Гордоном, не вызывая подозрений — как отшучивается персонаж, он и без этого не выполняет «норму избиений». Немногим позже, он сам является в лабораторию и напоминает Кляйнеру дать Гордону костюм HEV. Когда Фримен отправляется в путь до базы Сопротивления «Восточная Чёрная Меза», Барни вновь приходится отпускать друга одного, поскольку он должен оставаться на посту и следить за Кляйнером. Перед уходом он вручает Фримену знаменитую монтировку, говоря «Думаю, ты оставил её в Чёрной Мезе».
Похождения Фримена в Half-Life 2 побуждают людей Сити 17 перейти в открытое сражение с Альянсом, и спустя неделю Барни Калхаун уже взял на себя командование вооружёнными повстанцами, ведущими наступление на Цитадель — главную военную базу и штаб-квартиру земного администратора Альянса, доктора Уоллеса Брина. Фримен приходит Барни на подмогу, когда вражеские снайперы вынуждают друга укрыться в засаде. Вместе они прорываются к устройству подавления, препятствующему их продвижению. Барни, воспользовавшись своими полномочиями гражданской обороны, удерживает открытыми несколько защитных полей, чтобы Фримен мог идти дальше. Позднее Барни и Гордон встречаются ещё раз у прохода к Цитадели. На прощание Калхаун говорит Фримену: «Если увидишь доктора Брина, передай ему, чтобы шёл на хрен».

### Half-Life 2: Episode One
В Half-Life 2: Episode One, продолжении Half-Life 2, Цитадель Альянса находится на грани взрыва, который накроет собой весь Сити 17. В этой игре Гордон Фримен вместе с Аликс Вэнс встречают Барни Калхауна в четвёртой главе «Urban Flight», в укрытии бойцов Сопротивления. У Барни появилась щетина, раны, кровь на лице — это показывает, что он немало пережил за то прошедшее время, пока они не виделись. Приятно удивлённый тем, что Аликс и Гордон сумели выжить, Барни объясняет им, что повстанцы планируют эвакуировать жителей обречённого Сити 17 на поездах. Герои договариваются временно разделиться, чтобы отвлечь внимание солдат Альянса, и встретиться на железнодорожном вокзале. Перед этим Барни снова вручает Гордону монтировку, предупредив, что она у него последняя. По прибытии на вокзал в последней главе «Exit 17», Барни вместе с Аликс и Гордоном проводят несколько групп людей к спасительным поездам, отбиваясь от нападения войск Альянса. В конце Барни уезжает из города на поезде вместе с остальными жителями, в то время как Аликс и Гордон вынуждены задержаться, чтобы отвлечь солдат. Хотя Барни должен был успешно покинуть город, его дальнейшая судьба неизвестна: в следующей игре Half-Life 2: Episode Two персонаж не появляется и не упоминается.  Однако его голос можно услышать, когда он хвалит Гордона Фримена после битвы со страйдерами.

## Характеристика персонажа
Барни, как и доктор Кляйнер, участвует в сюжете, начиная с Half-Life. Это скорее знаковый персонаж, призванный напомнить о комической стилизации первой части игры. Он помогает нам разбавить мрачную атмосферу игры юмором из области абсурда. Такие персонажи, как Аликс и Илай Вэнс, позволяют нам создавать драматически напряжённые сцены, но мы не хотим окончательно отказываться от сатиры и чёрного юмора первой Half-Life.
Много сведений о личности Барни Калхауна может быть получено из игры Half-Life: Blue Shift, в которой он является главным героем. Известно, что Барни не окончил образование на майора, проучившись два года в колледже Мартинсон (вымышленное учебное заведение), и нанялся офицером охраны в научно-исследовательский комплекс «Чёрная Меза», с уровнем допуска 3. Его главной задачей являлось сохранение оборудования и принадлежностей комплекса в случае чрезвычайной ситуации. Вторичным приоритетом Барни назначалось обеспечение охраны персонала, в то время как собственная безопасность имела низкую важность.
Возможно, Калхаун был женат, или же у него была девушка: в Half-Life: Blue Shift в его личном шкафчике в раздевалке для охранников есть фотографии молодой женщины (на самом деле это фотография одной из сотрудниц Gearbox Software), а в руководстве к игре присутствует страница со списком дел Барни, среди которых есть пункт «Купить цветы для Лорен». В вышеупомянутом шкафчике можно также найти книги с названиями «Правда о пришельцах» и «Правительственные заговоры» — возможно, они показывают, что Барни проявляет интерес к темам инопланетян и теории заговора. В игре Half-Life 2: Episode One выясняется, что ещё во время работы в Чёрной Мезе Барни был другом учёных Гордона Фримена и Айзека Кляйнера. В Episode One Аликс Вэнс упоминает историю, в которой рассеянный Кляйнер потерял ключи от своего кабинета, и Барни с Гордоном в шутку соревновались, кто быстрее попадёт в кабинет, не взламывая дверь (Гордон использовал для этого воздуховод).
В играх Half-Life 2 и Half-Life 2: Episode One Барни Калхаун является одним из основных неигровых героев, что даёт возможность охарактеризовать его со стороны. Официальное руководство к играм описывает его как приземлённого, бесстрашного, любящего поострить приятеля, которого хорошо иметь за спиной в бою. Именно Барни досталась роль командующего повстанцами, открыто выступивших в битве с инопланетными захватчиками в конце Half-Life 2. Сражаясь бок о бок с Фрименом, Барни держится в азартном настроении и часто вспоминает их с Гордоном приключения в Чёрной Мезе. Half-Life 2 показывает и другие черты характера этого персонажа. В игровой главе «A Red Letter Day» упоминается раннее испытание телепорта доктора Кляйнера, для проведения которого была использована кошка. Это испытание окончилось неким неописанным в игре фиаско, которое настолько потрясло Барни, что ему стали сниться кошмары про ту кошку. Аликс Вэнс неоднократно спрашивает о кошке, но не получает ответа. Ближе к концу игры Барни даже жалуется, что его преследуют галлюцинации этой кошки, принимая отдалённый гул страйдера за мяуканье. Также, на протяжении игры Барни постоянно испытывает крайнюю, вплоть до ненависти, неприязнь к ручному хедкрабу доктора Кляйнера по имени Ламарр.

## Значимость персонажа
Хотя Калхаун и появлялся в Half-Life лишь мельком и не говорил с игроком, другие охранники, условно тоже называемые «Барни», часто употребляли в диалогах фразу «Поймай меня позже, я куплю тебе пива» (англ. Catch me later, I’ll buy you a beer). В игре Half-Life 2 разработчики сделали своеобразную отсылку к первой части: приветствуя Гордона Фримена в первой главе игры, Барни Калхаун говорит «Я должен тебе пиво» (англ. About that beer I owed ya). Обе реплики Барни о пиве стали узнаваемыми и, своего рода, коронными фразами этого персонажа.
В рецензии на игру Half-Life: Blue Shift сайт GameSpot счёл, что способности главного героя Барни Калхауна кажутся сильно преувеличенными, в отличие от других протагонистов серии Half-Life. По его словам, выглядит нелогичным то, что обычный охранник на редкость быстро действует и выдерживает чрезмерное количество повреждений, не являясь при этом ни Гордоном Фрименом с его спецподготовкой и защитным костюмом, ни высококвалифицированным солдатом Адрианом Шепардом. GameSpot также посчитал плохим ходом делать игрового персонажа в Blue Shift молчаливым, как это было сделано в Half-Life и Opposing Force для эффекта погружения в игру: игрок не был способен услышать от Барни ироничных фраз и шуток, которыми охранники привлекали внимание в оригинальной Half-Life. Сайт Computer and Video Games раскритиковал блеклость простого охранника на фоне героев Фримена и Шепарда: «Представьте, что вы смотрите „Звёздные Войны“ с точки зрения бармена из кантины Мос-Эйсли, вытирающего столики и выпроваживающего дроидов на входе, в то время как Люк и его друзья спасают Галактику; или же представьте, как каждую неделю смотрите „Клан Сопрано“ глазами унылой мамаши Тони».
Личность Барни Калхауна, как и других героев серии игр, часто фигурирует в обсуждениях на различных сайтах, посвящённых серии игр Half-Life. На сайтах об игре проводятся голосования, связанные с появлением Барни в будущих играх серии: например, в голосовании на сайте Half-Life Inside 3,6 % опрошенных проголосовало в пользу того, что хотели бы видеть следующую игру в серии с Барни Калхауном в главной роли. Популярности Барни добавляют такие вещи, как костюм охранника Чёрной Мезы для косплея и Хэллоуина, продаваемый в виде отдельных составляющих его формы и обмундирования.
Игроки создают различные модификации, в которых так или иначе участвует Барни. В некоторых ему отводится главная роль, среди таких модификаций — Barney’s Dream и Timefall для оригинальной Half-Life. В модификации Poke646: Vendetta 2006 года присутствует пасхальное яйцо с отсылкой на Барни и Half-Life: Blue Shift — книга под названием «Как я выжил в Чёрной Мезе» (англ. How I Survived Black Mesa), написанная Калхауном.
В сторонней игре Black Mesa, которая полностью переносит игру Half-Life на движок Half-Life 2, разработчики добавили несколько новых моделей с различными лицами для учёных и охранников. С самого начала разработки авторы обещали не нарушать канонов игровой вселенной и оставить охранника, стучащегося в дверь в начале игры, Барни Калхауном — то есть, основанным на его модели из Half-Life 2. В выпущенной версии Black Mesa, однако, этот охранник имеет одно из многочисленных генерируемых лиц; тем не менее, как и в оригинальной Half-Life, он стоит спиной к игроку, и тот не может видеть его. Следуя канону, разработчики лишили этого охранника обмундирования, так как в Half-Life: Blue Shift Барни получает его позже.
В 2009 году Барни Калхаун стал главным героем серии короткометражных фильмов в жанре машинимы под названием Vae Victis (с лат. — «горе побеждённым»). Сюжет Vae Victis развивается через некоторое время после событий игры Half-Life 2 и её эпизодов-продолжений. Согласно сюжету, человечество победило Альянс, освободив Землю, и постепенно восстанавливая цивилизацию, но на планете всё ещё существуют агрессивные пришельцы — муравьиные львы. Барни Калхаун теперь является членом оборонительной армии, использующей инвентарь бывшей гражданской обороны Альянса в борьбе с тварями. В игровом короткометражном фильме Freeman’s Days. Day One. Part 1 Барни, помимо основной сюжетной линии, появляется во вступительной сцене, основанной на финале Half-Life: Blue Shift: охранник и учёные покидают территорию Чёрной Мезы на автомобиле, в то время как исследовательский комплекс уничтожается ядерным взрывом.